# Mesoneura opaca
Mesoneura opaca är en stekelart som först beskrevs av Fabricius 1775.  Mesoneura opaca ingår i släktet Mesoneura, och familjen bladsteklar. Arten är reproducerande i Sverige.